# 311P/PANSTARRS
311P/PANSTARRS eller P/2013 P5 är en asteroid i huvudbältet som upptäcktes den 27 augusti 2013 med Pan-STARRS-teleskopet. Dess utseende och uppträdande gjorde att dess preliminära beteckning blev en beteckning för periodiska kometer. Denna kommer kanske att ersättas med ett asteroidnamn.
Observationer med Rymdteleskopet Hubble har avslöjat att asteroiden har sex kometliknande svansar. Svansfenomenet anses bero på att asteroiden roterar så snabbt att den tappar material.
Asteroidens senaste periheliepassage skedde den 18 november 2019.[Uppdatering behövs]